# Tenhult
Tenhult er et byområde i Jönköpings kommun i Jönköpings län i Sverige. I 2010 var indbyggertallet 2.977.